# Urdens
Urdens település Franciaországban, Gers megyében. Lakosainak száma 267 fő (2022. január 1.). Urdens Brugnens, Castelnau-d'Arbieu, Fleurance, Saint-Clar és Saint-Léonard községekkel határos.

## Népesség
A település népessége az elmúlt években az alábbi módon változott:
| Lakosok száma | 140  | 188  | 198  | 218  | 274  | 284  | 292  | 282  | 277  | 267  |
|               | 1968 | 1982 | 1990 | 2006 | 2013 | 2015 | 2017 | 2019 | 2020 | 2022 |